# Maxime Lopez
Maxime Baila Lopez, född 4 december 1997 i Marseille, är en fransk fotbollsspelare som spelar för Sassuolo.

## Karriär
Lopez debuterade för Marseille i Ligue 1 den 21 augusti 2016 i en 2–1-förlust mot Guingamp, där han blev inbytt i den 60:e minuten mot Bouna Sarr.
Den 5 oktober 2020 lånades Lopez ut till italienska Sassuolo på ett låneavtal över säsongen 2020/2021. I april 2021 blev Lopez klar för en permanent övergång till Sassuolo, där han skrev på ett kontrakt fram till juni 2025.